# Qyzylköl (saltsjö i Kazakstan, Aqtöbe)
Qyzylköl är en saltsjö i Kazakstan.   Den ligger i oblystet Aqtöbe, i den centrala delen av landet, 700 km väster om huvudstaden Astana. Arean är 48 kvadratkilometer.